# Центральный банк Конго
Центральный банк Конго (фр. Banque Centrale du Congo) — центральный банк Демократической Республики Конго.

## История
8 февраля 1896 года Государственное казначейство Свободного Государства Конго получило право выпуска банкнот, а 27 августа 1906 года — право чеканки монет. 11 января 1909 года создан частный Банк Бельгийского Конго, получивший право эмиссии на 25 лет. Выпуск банкнот банка в конголезских франках начат в октябре 1912 года. 10 октября 1927 года право эмиссии было продлено до 30 июня 1953 года, а также в зону обращения конголезского франка была включена территория Руанды-Урунди.
1 июля 1952 года право эмиссии конголезского франка передано государственному Центральному банку Бельгийского Конго и Руанды-Урунди. Выпуск банкнот банка начат в 1952 году.
3 октября 1960 года создан Совет по денежному обращению Республики Конго, которому переданы все функции ликвидированного тогда же Центрального банка Бельгийского Конго и Руанды-Урунди. 24 февраля 1961 года принято решение о создании Национального банка Конго, но фактически банк начал работу только 22 июня 1964 года.
27 октября 1971 начал операции новый государственный банк — Банк Заира. В 1997 году банк переименован в Центральный банк Конго.